# 碧瑤粗枝蘚
碧瑤粗枝蘚（学名：Gollania benguetensis）为灰蘚科粗枝蘚屬下的一个种。

## 扩展阅读
- 維基物種上的相關：碧瑤粗枝蘚